# Лукијан Печерски
Лукијан Печерски († 1243) је био свештеник и свети мученик који је живео у 13. веку.
Као и о многим подвижницима Кијевско-Печерског манастира у време монголо-татарске најезде, о светомученику Лукијану се врло мало зна. Приликом најезде неки од печерских светитеља су такође прихватили мученичку смрт.
Током Монголске инвазије на Европу предвођених Бату-каном, Лукијан је убијен након заузимања Кијева од стране војске Златне Хорде, како стоји на једној древној табли са иконом светитеља.
Мошти подвижника су први пут назначене на карти Далеких пећина, која вероватно датира из 1744. године: „Преподобномученик Лукијан“. На карти 1769-1789, на истом месту, „Св. „Тихон мученик“. На картама 19. века поново се помиње „Свештеномученик Лукијан“.
Мошти Кијево-Печерске свете мученице почивају у Далеким (Феодосијевим) пећинама Кијево-Печерског манастира.
Спомен се празнује 15. (28.) октобра и 28. августа (10. септембра) на дан светог мученика Лукијана презвитера, заједно са осталим светитељима који почивају у Далеким пећинама Лавре.